# Sásd
Sásd je mesto na Madžarskem, ki upravno spada pod podregijo Sásdi Županije Baranja.